# Cantonul Rivesaltes
Cantonul Rivesaltes este un canton din arondismentul Perpignan, departamentul Pyrénées-Orientales, regiunea Languedoc-Roussillon, Franța.

## Comune
- Cases-de-Pène
- Espira-de-l'Agly
- Opoul-Périllos
- Peyrestortes
- Pia
- Rivesaltes (reședință)
- Salses-le-Château
- Vingrau